# مدخل الاختيار المشترك لجامعات الدولة

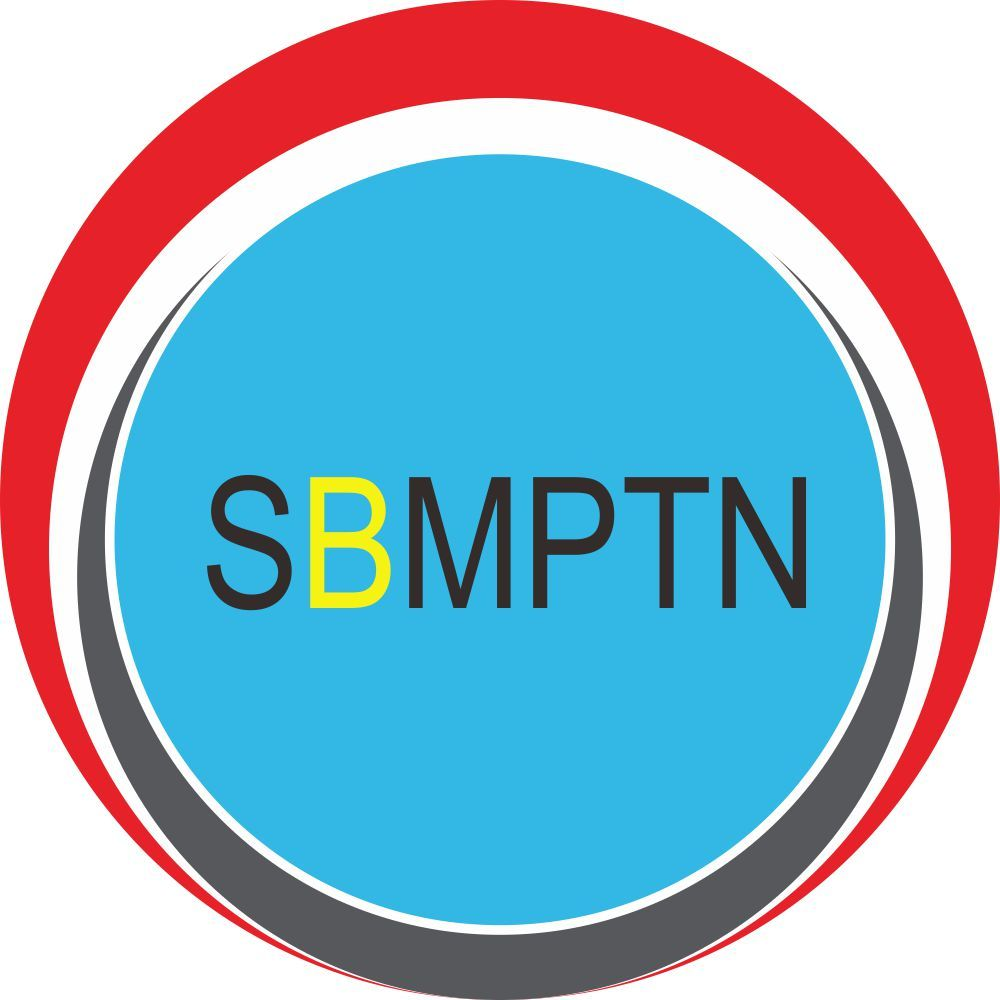

مدخل الاختيار المشترك لجامعات الدولة (بالإندونيسية: Seleksi Bersama Masuk Perguruan Tinggi Negeri، ويعرف اختصارًا: SBMPTN) هو امتحان قبول جامعي لقبول الطلاب الجدد في جامعات جمهورية إندونيسيا باستخدام الامتحانات التحريرية على مستوى الدولة، والتي لها مزايا مختلفة سواء بالنسبة للمتقدمين للجامعات، والجامعات العامة، وكذلك المصالح الوطنية. بالنسبة للمتقدمين للجامعات فإن الامتحانات المكتوبة مربحة للغاية لأنها أكثر كفاءة وأقل تكلفة ومرونة بسبب الآليات الإقليمية.

## التاريخ
بناءً على تاريخها ترجع بداية تطبيق مدخل الاختيار المشترك لجامعات الدولة من خلال اختبار كتابي، والذي عقد في عام 2008. في ذلك الوقت تم تنظيم مدخل الاختيار المشترك بواسطة المديرية العامة للتعليم العالي في وزارة التربية والتعليم والثقافة. ولكن منذ عام 2013 قدم البرنامج إلى مجلس عمادة جامعات الدولة الإندونيسيا، بناءً على الخبرة الطويلة جدًا في تنفيذ اختيار القبول الجديد من خلال الفحص الكتابي، في عام 2013 أجرى مجلس العمادة اختبارًا كتابيًا كشكل من أشكال القبول بالإضافة إلى الاخبار الكتابي الذي كانت تجريه المديرية العامة للتعليم العالي. يطرح هذا الاختبار مبدأ الثقة والعمل الجماعي.
تستخدم الاختبارات الكتابية أسئلة الاختبار التي تم تطويرها بطريقة تلبي متطلبات الصحة ومستوى الصعوبة والميزات الذراتية والمميزة الكافية للثقافة العامة. تم تصميم الامتحان التحريري لقياس القدرات العامة التي يُزعم أنها تحدد نجاح الطلاب المحتملين في جميع الدورات، أي التفكير عالي المستوى، والذي يتضمن الإمكانات الأكاديمية، وإتقان مجالات المواد الأساسية بالإضافة إلى إجراء اختبار تحريري، يُطلب من المشاركين الذين يختارون دورة الفنون أو الرياضة أداء اختبار المهارة.

## الجامعات المشاركة
بلغ عدد جامعات الدولة المدرجة في مدخل الاختيار المشترك لجامعات الدولة لأول مرة في عام 2013 ما يصل إلى 62 جامعة حكومية، وبحلول عام 2015 ارتفعت إلى 77 جامعة حكومية. ويرجع ذلك إلى عدد الكليات والجامعات الإسلامية الجديدة، والتي كانت في السابق تتبع وزارة الشؤون الدينية ثم تم تفويضها إلى وزارة البحث والتكنولوجيا ومديرية التعليم العالي.

## الامتحان

### الامتحان الكتابي
- يتكون اختبار القدرة الأكاديمية من قدرة تحصيل الرياضيات الأساسية والإندونيسية والإنجليزية.
- يتكون اختبار القدرة الأساسية للعلوم والتكنولوجيا من قدرة تحصيل الرياضيات والبيولوجيا والكيمياء والفيزياء.
- يتكون اختبار القدرة الاجتماعية والإنسانية الأساسية من قدرات تحصيل علم الاجتماع والتاريخ والجغرافيا والاقتصاد.

### امتحان المهارات
- امتحان المهارات مخصص لأولئك الذين يرغبون في برنامج دراسة الفنون والعلوم الرياضية.
- يتكون امتحان مهارات الفنون من اختبار للمعرفة والمهارات في مجال الفنون.
- يتكون اختبار مهارات علم الرياضة من الاختبارات الطبية واللياقة البدنية.
- يمكن متابعة اختبار المهارات في أقرب جامعة حكومية لديها الدورة المختارة. يمكن الاطلاع على قائمة كاملة بالجامعات الحكومية التي توفر امتحان المهارات على الصفحة.

## النظام الجديد
في عام 2019 سيتم تنفيذ مدخل الاختيار المشترك لجامعات الدولة من قبل مؤسسة جديدة، هي معهد اختبار مدخل التعليم العالي، بالإضافة إلى وزارة البحث والتكنولوجيا، ستكون حصة دخول التعليم العالي من خلال 40 في المائة من مدخل الاختيار المشترك. في تطبيق مدخل الاختيار المشترك لعام 2019 هناك طريقة اختبار واحدة فقط، وهي اختبار الكتابة المستندة إلى الكمبيوتر. تم إلغاء طريقة اختبار الكتابة المستندة إلى الطباعة.